# Jean Rudolf Sellman
Jean Rudolf Sellman, född 8 januari 1841 i Stockholm, död där 5 maj 1922, var en svensk operasångare (tenor).

## Biografi
Sellman debuterade som Max i Friskytten på Kungliga operan 1875 och var fast anställd där 1881–1890, varförutom han uppträdde på Mindre teatern och Djurgårdsteatern, vidare i Kristiania, Göteborg med flera städer. Hans mest framstående partier vid Operan var Masaniello i Den stumma, Eleasar i Judinnan samt Ernani, Rienzi och Tannhäuser.
Han var först gift med Edla Rosalie Amanda Seymer och därefter med Lotten Funck. Sellman är begravd på Norra begravningsplatsen utanför Stockholm.

## Teater

### Roller (urval)
| År   | Roll              | Produktion                                                          | Regi | Teater         |
| ---- | ----------------- | ------------------------------------------------------------------- | ---- | -------------- |
| 1881 | Gontran, musketör | Musketörerne i Klostret Louis Varney, Jules Prével och Paul Ferrier |      | Mindre teatern |